# حاجی‌سل‌لی
حاجی‌سل‌لی (به لاتین: Hacıselli) منطقه‌ای مسکونی در جمهوری آذربایجان است که در شهرستان یولاخ واقع شده است. حاجی‌سل‌لی ۱۳۶۳ نفر جمعیت دارد.